# Felidae (película animada)
Felidae  es una película alemana de Animación para adultos de estilo Neo-noir de 1994, dirigida por Michael Schaack, escrita por Martin Kluger, Stefaan Schieder y Akif Pirinçci. Basada en la novela alemana de misterio de 1989 del mismo nombre, producida por Trickompany, y protagonizada por Ulrich Tukur, Mario Adorf y Klaus Maria Brandauer. La historia se centra en un gato doméstico llamado Francis y los grotescos homicidios que toman lugar en su nuevo vecindario 

## Historia
Francis es un gato inteligente y cínico que se muda a un vecindario melancólico y casi en ruinas junto con su dueño Gustav Löbel, un arqueólogo y escritor de novelas eróticas. Francis nota que el piso de arriba de su casa despide un aroma extraño y distintivamente químico. Durante la exploración rutinaria de la casa, Francis encuentra el cuerpo de un gato muerto que tiene una herida de mordida en el cuello. En la escena del crimen, Francis conoce a Bluebeard (barba azul), un Maine Coon de un solo ojo, sin cola y con una pierna mutilada, más grosero y más cínico que él, con quien forma una amistad inmediata.
Poco después Francis descubre otro cuerpo, esta vez en la parte de arriba del piso de su casa; encuentra también una sección de una secta liderada por Joker. Los miembros de la secta adoran a una entidad llamada Claudandus y llevan a cabo un suicidio ritual, al arrojarse a la corriente eléctrica. Cuando la cubierta de Francis se arruina, los miembros de la secta comienzan a perseguirlo por los techos de su distrito. Logra huir y escabullirse a través de un tragaluz y conoce una gata ciega llamada Felicity, quien suministra a Francis información sobre la secta de Claudandus. 
Al día siguiente, Bluebeard lleva a Francis a conocer a Pascal, un gato anciano que resulta prodigioso con la tecnología quién tiene una meticulosa lista de muertes felinas en el área, Francis de inmediato nota que Felicity está en la lista de muertes y al ir a la casa donde la encontró Felicity fue decapitada brutalmente. Esa noche Francis tiene una pesadilla en la que el famoso monje y genetista Gregor Mendel le deja con adivinanzas.
Durante una caza de roedores, Francis descubre un vídeo que graba el uso del piso superior como un laboratorio experimental; este laboratorio estuvo dedicado a la búsqueda y desarrollo de un pegamento de fibrina y el tejido adhesivo que cerraría heridas en un instante. Los sujetos de prueba en gran parte gatos callejeros o perdidos que, a menudo, morían en gran agonía a raíz de las pruebas falladas. El gato, que sobrevivió a los experimentos, fue bautizado por los técnicos del laboratorio como "Claudandus", latín para "Él que debe o tiene que ser sellado". Aun así, Claudandus finalmente asesinó al líder de la investigación, el Dr. Preterius, generando el escape de otros gatos callejeros y la clausura del laboratorio. Claudandus posteriormente sería convertido en una figura de mártir por la secta.
Francis gradualmente localiza a los gatos de barrio que descendieron de los callejones que fueron implicados en los experimentos y es afrontado por Pascal, quien resulta ser Claudandus.
Resulta que Claudandus asesino a Preterius y el anterior ayudante de Claudandus, llamado Ziebold, recogió a Claudandus, Claudandus entonces decide aprender todo lo posible sobre las leyes mendelianas de la herencia. En su búsqueda, vio una oportunidad de crear una raza de gato que correspondería al primer antepasado de todos los gatos domésticos y que fueran capaces de exterminar a la humanidad. Él asesinó a los gatos, ahora incluyendo a Joker, fueron considerados indignos de aparearse con las hembras puras que Claudandus hubo creado. Un obstáculo adicional para Claudandus en su plan, fue el hecho de que se encontraba de manera terminal enfermo de cáncer de estómago. A pesar de que Claudandus considera Francis un sucesor ideal, Francis desafía la ambición de Claudandus y sus intentos para eliminar los datos que Claudandus había reunido. La resultante lucha entre los dos termina generando un fuego en la casa, y la lucha termina cuando Francis destripa a Claudandus en defensa propia y lo deja en el terreno en llamas, después de huir, Francis se salva a sí mismo y a un malherido Bluebeard.

## Elenco
- Ulrich Tukur Como Francis, un gato blanco y negro que es nuevo al distrito y entabla amistad con Bluebeard y Pascal.
- Mario Adorf como Bluebeard, un Maine Coon desfigurado que paso su infancia en el laboratorio del Profesor Preterius y se hace amigo de Francis a principios de su investigación de asesinato.
- Klaus Maria Brandauer como Pascal, un Havana Brown de edad avanzada que vivió con Preterius y que vive con Ziebold.
- Helge Schneider como Isaiah, un gato persa y autoproclamado guardián de los muertos" quién vive en las catacumbas debajo el distrito y recibe los cuerpos de los gatos muertos.
- Wolfgang Hess como Kong, un Gato himalayo deformado que antagoniza a Francis hasta que asesinan a su pareja.
- Gerhard Garbers como el Profesor Julius Preterius, el residente anterior de la casa de Francis, intentó crear un adhesivo infalible de tejido para la experimentación en gatos locales hasta que asesinado por un sujeto de prueba llamado Claudandus.
- Ulrich Wildgruber Como Joker, el alto sacerdote del Culto de Claudandus .
- Mona Seefried como Felicity, una ruso Azul qué perdió su vista en la infancia en el laboratorio de Preterius y su vida en el distrito de Francis distrito.
- Manfred Steffen como Gustav Löbel, el dueño de Francis.
- Michaela Amler como Nhozemphtekh, una Mau egipcio que pertenece a una raza "vieja y nueva"  quién, además, seduce a Francis.
- Cristian Schneller como Gregor Mendel, quién aparece como figura en los sueños de Francis.
- Tobias Lelle y Frank Röth como los Hermanns, un par de gatos orientales quiénes actúan como los secuases de Kong.
- Alexandra Visón como Pepeline, bisnieta de Joker.

## Producción
Felidae es la película animada más cara producida en Alemania hasta la fecha, según se dice costando hasta 10 millones de marcos. Los personajes fueron diseñados por Paul Bolger, quién también sirvió como animador en jefe para la película de Dagda Film Limitated en Dublín. Armen Melkonian era el diseñador de la película y era la cabeza de animación del estudio Azadart en Toronto. La película era principalmente animada por TFC Trickompany en Hamburgo, del cual desaca Hayo Freitag, especialmente en la secuencia de Mendel. Parte de la animación fue hecha por otros estudios, incluyendo Animation studio Ludewig en Hamburgo, Uli Meyer Animación en Londres, Natterjack Animación en Vancouver (de la cual Steven Evangelatos era la cabeza de animación), Mediasoft en Hamburgo, Películas de Premier en Londres (en la cual John Cousen era cabeza de animación), A-Film APS en Kopenhagen ( Michael Hegner era la cabeza de animación) y Hahn Shin Empresa en Seúl ( Shin-Mok Choi era el animador jefe).

## Diferencias del libro
Bluebeard es más prominente en la película que en el libro con el propósito de dar a Francis una visión ajena a sus pensamientos. Un ejemplo de esto se da en las escenas en las qué Francis conoce a Jesaja en las catacumbas y cuándo está leyendo un libro de genética cerca del clímax de la historia; mientras que él está sólo para escenas en el libro, Bluebeard le acompaña en la película. 
El diario en el que Francis aprende del Profesor Preterius y sus experimentos se encuentra en forma escrita en el libro, y estuvo subiendo entradas a un diario de vídeo para la película. La lucha climática entre Francis y Claudandus termina con Francis abriendo la garganta de Claudandus, mientras que en la película, Francis taja el vientre abierto de Claudandus usando sus garras. El dueño de Felicity está omitido en la película.

## Lanzamiento y publicación
El 3 de noviembre de 1994, la película se mostró en todos los cines de Alemania, y más tarde fue lanzado en VHS y DVD.
La película también se mostró en el cine en Suiza y en España, aparte también fue distribuida en VHS.
Aparte de ser lanzado en VHS, fue también emitido Laserdisc en la versión doblada al inglés. [cita requerida]
Fue lanzado también en PAL DVD región 2 con Dolby 5.1 y 2.0 surround sound para el audio en alemán original y Dolby 2.0 para el audio en inglés traducido en Dolby 2.0. Extras (Solo en alemán) incluye comentario En DVD, Con tráiler en alemán, y un documental de como se hizo.

## Banda sonora

### Canciones
1.	Felidae" — 04:44 (Boy George/John Themis) 